# Herthjóf de Hordaland
Según la saga de Gautrek, Herthjóf (nórdico antiguo: Herþjófr) fue un caudillo vikingo de Noruega, rey de Hordaland. Una noche, Herthjóf atacó por sorpresa el reino de Agder, mató al rey Harald y tomó a su hijo Vikar como rehén para asegurarse un comportamiento adecuado de los antiguos vasallos de Harald. Algunos años más tarde, Vikar reúne algunos héroes, incluido el legendario Starkad, atacó por sorpresa la morada de Herthjóf, y mata al rey junto a treinta de sus hombres. Vikar se convierte así en rey de Agder, Jadar (Jaðar, hoy Jæderen en Hordaland), y el reino de Hardanger (Harðangr, hoy Hardanger) donde Herthjóf también gobernaba.
Herthjóf es el hijo del rey Hunthjóf (Hunþjófr), hijo de Fridthjóf el que Resalta (Friðþjófr inn frækna), protagonista de Friðþjófs saga hins frœkna.